# Mizpah in Beniamino
Mizpah (in ebraico מִצְפָּה‎? miṣpāh, "torre di guardia", "attenzione") fu una città della tribù di Beniamino cui si fa riferimento nella Bibbia.
Tell en-Nasbeh è una delle tre località identificate con Mizpah in Beniamino e sita a circa 12 km a nord di Gerusalemme.
Le altre località in alternativa sono Nabi Samwil, che si trova a circa 8 km a nordovest della Città Vecchia di Gerusalemme (situata sulla collina più alta nelle vicinanze, sulla piana di Gabaon), e Sh'afat, un villaggio situato su un piatto sperone a nordovest di Gerusalemme e dove la città è visibile dal villaggio.

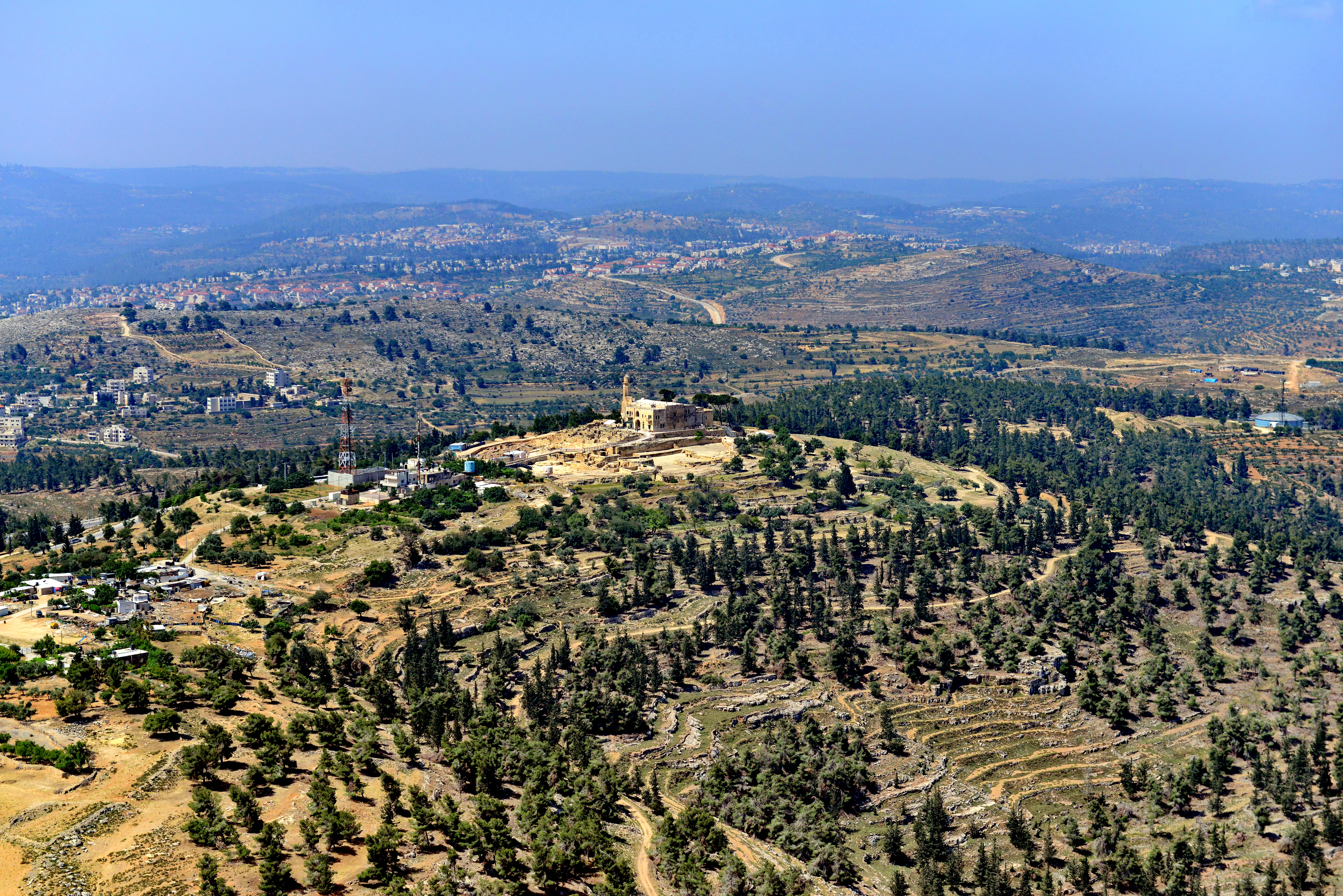
Nabi Samwil, un'altra città proposta

## Riferimenti biblici
La prima citazione di Mizpah si trova nella Genesi dove Laban e suo genero Giacobbe fecero un accordo con Dio, che avrebbe vegliato su di loro mentre erano separati l'uno dall'altro. L'accordo fu commemorato con una pila di pietre. Esso fu un segnale di pace, oltre il quale nessuno sarebbe andato per attaccare l'altro.
Quando la concubina di un viaggiatore Levita fu rapita e uccisa da uomini di Gibeah, le altre tribù di Israele si trovarono a Mizpah di Beniamino, dove decisero di attaccare gli uomini di Beniamino per questo grave peccato. Nello stesso tempo, fu presa la decisione di non consentire matrimoni tra donne israeliane e uomini di Beniamino.
Dopo il ritorno dell'Arca dell'Alleanza, perduta in favore dei Filistei a seguito della sconfitta degli Israeliti alla battaglia di Aphek, Samuele riunì tutto Israele a Mizpah per offrire un sacrificio a Dio e chiederGli di perdonare il loro peccato. Gli Israeliti respinsero un'incursione dei Filistei, traendo vantaggio dall'assemblea, e li cacciarono fin sotto Beth Car. Per ricordare questo evento, Samuele piazzò un grosso masso tra Mizpah e Shen e lo chiamò Eben-Ezer ("pietra di aiuto"), poiché il Signore li aveva aiutati.
Samuele raccolse anche il popolo di Israele a Mizpah per il Signore e per identificare il loro primo re. Là fu scelto re Saul per sorteggio tra tutte tribù e famiglie d'Israele.
Durante i regni di Asa, re di udah, e di Baasha, re di Israele, Mizpah fu una delle due citt 
à che Asa costruì con le pietre che Baasha aveva usato per fortificare Ramah in Beniamino. (1º Libro dei Re, 15:22, NKJV; 2º Cronache, 16:6, NKJV).
Dopo che i Babilonesi ebbero distrutta Gerusalemme, nominarono Gedaliah governatore in Mizpah sui residenti che rimanevano. Molti ritornarono a Mizpah da dove essi erano fuggiti. Il profeta Geremia venne a Mizpah da Ramah, dove era stato rilasciato. Più tardi Ismaele, un membro della famiglia reale, assassinò Gedaliah. Nonostante gli avvertimenti di Geremia che il popolo avrebbe subito rimproveri e sarebbe morto se fosse andato in Egitto, esso persistette nel volervisi recare.
Mizpah è citata nel Libro di Geremia come una delle città ricostruite dagli Ebrei di ritorno dall'esilio babilonese e che aiutò a ricostruire le mura di Gerusalemme durante il regno di Artaserse I (Serse). I Neemia scrive poi che coloro che ritornarono erano gli effettivi discendenti del popolo che prima erano formalmente risieduti nella città prima del loro bando dal Paese.

## Identificazione
I principali contendenti per il sito di Mizpah sono Tell en-Nasbeh, vicino a Nebi Samwil, e Shuafat.
- La proposta della località di Shuafat si basa sulla sua etimologia, che significa "prospettiva", che si pensa sia una corruzione del vecchio nome Mizpah o Sapha. In aggiunta, il posto è conforme alla descrizione di essere "sopra di fronte a Gerusalemme" (I Maccabei, III, 46)[3]
- Y. Aharoni propose di identificare Tell en-Nasbeh con Mizpah in Beniamino.[14]
- Mizpah si trovava proprio vicino a Gabaon.[2] (Alcuni propongono che se Mizpah fosse Tell en-Nasbeh sulla strada per Nablus, Ismaele non sarebbe fuggito ad Ammon via Gabaon[15] che si trova a ovest vicino a Naby Samwil che sovrasta Gerusalemme.)
- Mizpah si trova dove Giuda Maccabeo e il suo esercito ribelle si accampò prima della battaglia di Emmaus durante la Rivolta maccabea, secondo il Primo libro dei Maccabei: "Allora essi si riunirono e andarono a Mizpah, di fronte a Gerusalemme, poiché Israele prima aveva un luogo di preghiera a Mizpah."[16] Mizpah era sulle colline mentre il vicino campo greco-siriano in Emmaus era sulla pianura.  Giuda procedette nel tenere una cerimonia religiosa a Mizpah, dove raccolse una piccola forza con la quale tendere un agguato al campo dei Seleucidi il giorno successivo.[17]
- Nabi Samwil non ha prodotto alcun residuo della I Età del ferro, né alcun resto del 6º secolo in entrambi i periodi nei quali Mizpah era occupata. Per contro, Tell en-Nasbeh ha prodotto abbondanti resti di entrambi i periodi e per di più, ha un massiccio sistema di fortificazioni che si accorda bene con la campagna di costruzioni del re Asa di Giuda all'inizio del 9º secolo a.C. La sua città sulla strada principale che porta fuori Gerusalemme concorda bene con il riferimento a Mizpah nel Primo Libro dei Re (1º Re, 15:22).